# Дискоболия
«Дискоболия» (пол. Dyskobolia Grodzisk Wielkopolski) — польский футбольный клуб из города Гродзиск-Велькопольски. Выступает в Пятой лиге.
В Кубке УЕФА 2003/04 «Дискоболия» сенсационно прошла немецкую «Герту» (0:0 и 1:0) и английский «Манчестер Сити» (1:1 и 0:0), но в третьем раунде уступила французскому «Бордо» (0:1 и 1:4).
В 2016 году клуб снялся с соревнований в Окружной лиге. Возрождён в 2017 году. В настоящее время выступает в Пятой великопольской лиге под названием «Наша Дискоболия».

## Достижения
- Серебряный призёр чемпионата Польши (2): 2003, 2005
- Бронзовый призёр чемпионата Польши (1): 2008
- Обладатель Кубка Польши (2): 2005, 2007
- Обладатель Кубка Экстракласса (2): 2007, 2008

## Игры на международной арене
| Сезон   | Соревнование    | Раунд                |                         | Клуб            | Счет     |
| ------- | --------------- | -------------------- | ----------------------- | --------------- | -------- |
| 2001    | Кубок Интертото | 1 раунд              | Флаг Болгарии           | Спартак (Варна) | 1:0, 0:4 |
| 2003/04 | Кубок УЕФА      | квалификация         | Флаг Литвы (1989—2004)  | Атлантас        | 2:0, 4:1 |
|         |                 | 1 раунд              | Флаг Германии           | Герта           | 0:0, 1:0 |
|         |                 | 2 раунд              | Флаг Англии             | Манчестер Сити  | 1:1, 0:0 |
|         |                 | 3 раунд              | Флаг Франции            | Бордо           | 0:1, 1:4 |
| 2005/06 | Кубок УЕФА      | 2 раунд квалификации | Флаг Словакии           | Дукла           | 4:1, 0:0 |
|         |                 | 1 раунд              | Флаг Франции            | Ланс            | 1:1, 2:4 |
| 2007/08 | Кубок УЕФА      | 1 раунд квалификации | Флаг Азербайджана       | МКТ-Араз        | 0:0, 1:0 |
|         |                 | 2 раунд квалификации | Флаг Казахстана         | Тобол           | 1:0, 2:0 |
|         |                 | 1 раунд              | Флаг Сербии (2004—2010) | Црвена звезда   | 0:1, 0:1 |